# روبن غلاريا
روبن غلاريا (بالإسبانية: Rubén Glaria)‏ مواليد 10 مارس 1948 في الأرجنتين، هو لاعب كرة قدم أرجنتيني سابق كان يلعب كمدافع. سبق له أن لعب في كأس العالم لكرة القدم مع منتخب بلاده.

## المسيرة الاحترافية

### أندية لعب لها
- نادي سان لورينزو
- نادي راسينغ

## روابط خارجية
- روبن غلاريا على موقع الاتحاد الدولي (مؤرشف)  (الإنجليزية)
- روبن غلاريا على موقع قاعدة بيانات كرة القدم.إي يو (الإنجليزية)
- روبن غلاريا على موقع ناشيونال فوتبول تيمز (الإنجليزية)
- روبن غلاريا على موقع عالم كرة القدم.نت (الإنجليزية)